# Corumbiara (gemeente)
Corumbiara is een gemeente in de Braziliaanse deelstaat Rondônia. De gemeente telt 9.680 inwoners (schatting 2009).
De gemeente grenst aan Chupinguaia, Colorado do Oeste, Pimenteiras do Oeste en Cerejeiras.